# Felip Parellada i Alegret
Felip Parellada i Alegret (La Geltrú, 30 de novembre de 1628 - Girona, 5 de setembre de 1669) fou un mestre de capella a la catedral de Girona.
Fill de Felip Parellada i Caterina Alegret i hereu del Mas Parellada a La Geltrú, es desconeix com fou la seva joventut.
Casat amb Maria Mata Llanussa, a la dècada de 1660 ja era a Girona i exercia de mestre de capella a la Catedral de Girona.
Consta als registres de batejos de la parròquia major de Sant Feliu que el 29 de març de 1663 fou batejada la seva filla: «Vuÿ als vint y nou de març de mil si cents sexanta y tres fou batejada Anna Paula Catharina Narcisa filla legítima y natal. de Phelip Perallada mestra de Cant de la Seu de Gerona y de Maria muller sua» i el 15 de gener de 1666 ho fou el seu fill: «Vuÿ als quinsa de janer de mil si cents sexanta y si fou batejat Francisco Pau, Mariano, Narcís, fill legítim y natural de Philip Perallada mestra de cant de la Seu de Gerona y de Maria muller sua».
Posteriorment tingué una filla que consta en el registre de baptismes de la Catedral de Girona a data de 24 de gener de 1668: «Als vint ÿ quatra del mes de janer del anÿ mil sis cents sexanta ÿ vuÿt ... en las fonts baptismals de dita Iglesia es estada batejada Orozia Paula Cecilia Narcisa filla legítima y natural de Felip Parellada mestre de Capella de dita Seu y de Maria muller sua» i un fill pòstum batejat en la mateixa Seu el 3 d'octubre de 1669: «Als tres del mes de octubre mil sis cens sexanta ÿ nou ... en las fons baptismals de dita Seu es estat batejat Jaume Joan Joseph Francesch Pau fill legítim ÿ natural de Felip Parallada qº mestre de Capella de la mateixa Seu ÿ de maria viuda de aquell»
Finalment, va morir el 5 de setembre de 1669, substituint-lo de mestre de capella son fill Felip Parellada i Mata fins al 1682.

## Obra
La seva obra avui en dia es conserva als fons musicals de la Seu de Manresa, catedral de Girona (GiC) i església parroquial de Sant Pere i Sant Pau de Canet de Mar (CMar).
Obres de Felip Parellada als fons musicals de Catalunya.
Destaca sobretot del seu repertori religiós, Quatro al Santísimo Sacramento , per a 4 veus i un baix continuo.